# Miyazaki
Miyazaki (宮崎県 (Cung Khi huyện) Miyazaki-ken) là một tỉnh thuộc vùng đảo Kyushu, Nhật Bản. Tỉnh lỵ là thành phố cùng tên.

## Địa lý
Miyazaki nằm ở eo biển phía Đông của đảo Kyūshū, được bao quanh bởi Thái Bình Dương ở phía Nam và phía Đông, tỉnh Ōita ở hướng Bắc, tỉnh Kumamoto và Kagoshima phía Tây.

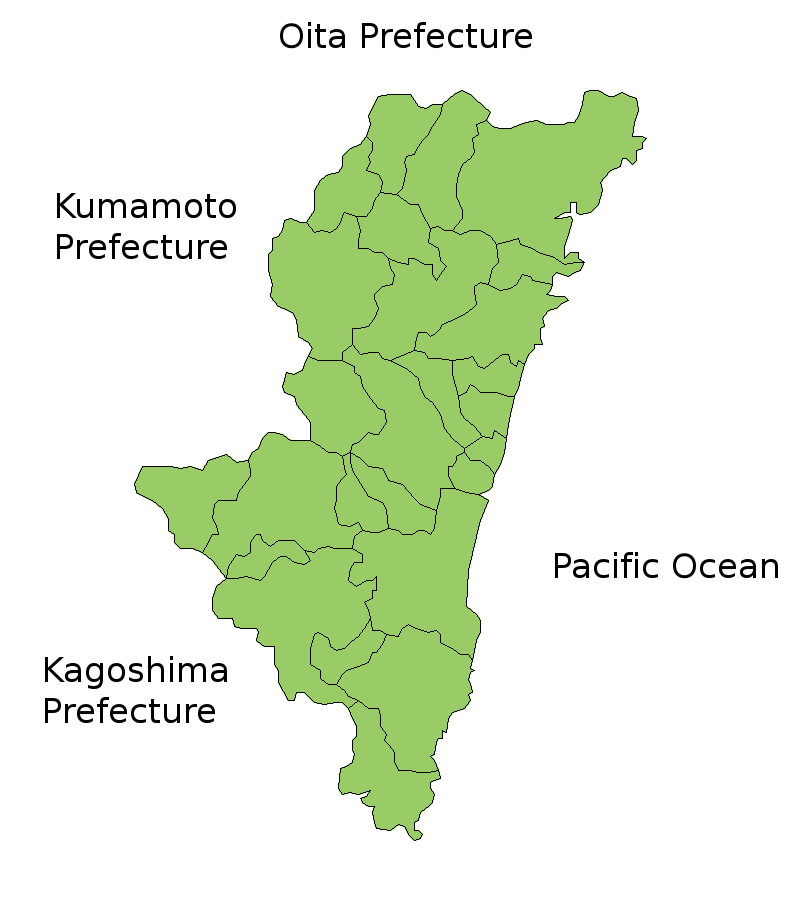
Bản đồ Miyazaki.

## Lịch sử
Trong lịch sử, sau cách mạng Minh Trị, tỉnh Hyūga được đổi tên thành Miyazaki.

## Hành chính
Miyazaki có 9 thành phố:
| - Ebino - Hyūga - Kobayashi | - Kushima - Miyakonojō - Miyazaki (thủ phủ) | - Nichinan - Nobeoka - Saito |

Miyazaki có 18 thị trấn và 3 làng:
| - Aya - Kunitomi - Kadogawa - Misato - Morotsuka - Shiiba - Mimata | - Kawaminami - Kijo - Nishimera - Shintomi - Takanabe - Tsuno - Kitago | - Nango - Kiyotake - Nojiri - Takaharu - Gokase - Hinokage - Takachiho |

## Giáo dục
- Đại học Miyazaki

## Thể thao
CLB bóng đá 
- Honda Lock S.C. (thành phố Miyazaki)

## Du lịch
- Đền Ama no Iwato.